# Mistrovství světa v krasobruslení 2007
Mistrovství světa v krasobruslení 2007 se uskutečnilo od 19. března 2007 do 25. března 2007 v japonském Tokiu.

## Výsledky

### Muži
| *            | Sportovec            | Stát         | Body Celkem | SP | FS |
| ------------ | -------------------- | ------------ | ----------- | -- | -- |
| 1            | Brian Joubert        | Francie      | 240.85      | 1  | 3  |
| 2            | Daisuke Takahaši     | Japonsko     | 237.95      | 3  | 1  |
| 3            | Stéphane Lambiel     | Švýcarsko    | 233.35      | 6  | 2  |
| 4            | Tomáš Verner         | Česko        | 226.25      | 9  | 4  |
| 5            | Evan Lysacek         | USA          | 222.18      | 5  | 5  |
| 6            | Jeffrey Buttle       | Kanada       | 214.96      | 2  | 8  |
| 7            | Nobunari Oda         | Japonsko     | 209.94      | 14 | 6  |
| 8            | Johnny Weir          | USA          | 206.97      | 4  | 10 |
| 9            | Kristoffer Berntsson | Švédsko      | 206.29      | 15 | 7  |
| 10           | Sergei Davydov       | Bělorusko    | 203.05      | 8  | 12 |
| 11           | Alban Préaubert      | Francie      | 202.60      | 10 | 11 |
| 12           | Stefan Lindemann     | Německo      | 198.78      | 16 | 9  |
| 13           | Christopher Mabee    | Kanada       | 195.38      | 7  | 14 |
| 14           | Yannick Ponsero      | Francie      | 192.63      | 12 | 15 |
| 15           | Ryan Bradley         | USA          | 188.90      | 19 | 13 |
| 16           | Emanuel Sandhu       | Kanada       | 188.59      | 11 | 16 |
| 17           | Karel Zelenka        | Itálie       | 180.10      | 17 | 17 |
| 18           | Jamal Othman         | Švýcarsko    | 178.39      | 18 | 20 |
| 19           | Sergei Voronov       | Rusko        | 176.57      | 22 | 19 |
| 20           | Andrei Lutai         | Rusko        | 175.46      | 24 | 18 |
| 21           | Igor Macypura        | Slovensko    | 174.94      | 21 | 22 |
| 22           | Gregor Urbas         | Slovinsko    | 174.39      | 23 | 21 |
| 23           | Jialiang Wu          | Čína         | 170.10      | 13 | 24 |
| 24           | Anton Kovalevski     | Ukrajina     | 169.27      | 20 | 23 |
| Nepostoupili |                      |              |             |    |    |
| 25           | Ari-Pekka Nurmenkari | Finsko       | 55.79       | 25 |    |
| 26           | Xu Ming              | Čína         | 54.80       | 26 |    |
| 27           | Alper Ucar           | Turecko      | 50.09       | 27 |    |
| 28           | Sean Carlow          | Austrálie    | 49.73       | 28 |    |
| 29           | Christian Rauchbauer | Rakousko     | 49.19       | 29 |    |
| 30           | Trifun Zivanovic     | Srbsko       | 48.45       | 30 |    |
| 31           | Naiden Borichev      | Bulharsko    | 46.69       | 31 |    |
| 32           | Sergei Kotov         | Izrael       | 43.99       | 32 |    |
| 33           | Przemyslaw Domanski  | Polsko       | 42.51       | 33 |    |
| 34           | Dong-Whun Lee        | Jižní Korea  | 42.00       | 34 |    |
| 35           | Javier Fernández     | Španělsko    | 41.57       | 35 |    |
| 36           | Luis Hernandez       | Mexiko       | 40.33       | 36 |    |
| 37           | Justin Pietersen     | Jižní Afrika | 39.73       | 37 |    |
| 38           | Boris Martinec       | Chorvatsko   | 37.09       | 38 |    |
| 39           | Zeus Issariotis      | Řecko        | 37.03       | 39 |    |
| 40           | Edward Ka-Yin Chow   | Hongkong     | 34.63       | 40 |    |
| 41           | Zoltan Kelemen       | Rumunsko     | 33.71       | 41 |    |
| 42           | Joel Watson          | Nový Zéland  | 30.09       | 42 |    |

### Sportovní dvojice
| *            | Sportovec                                  | Stát           | Body Celkem | SP | FS |
| ------------ | ------------------------------------------ | -------------- | ----------- | -- | -- |
| 1            | Šen Süe / Čao Chung-po                     | Čína           | 203.50      | 1  | 1  |
| 2            | Pang Qing / Tong Jian                      | Čína           | 188.46      | 3  | 2  |
| 3            | Aljona Savčenková / Robin Szolkowy         | Německo        | 187.39      | 2  | 3  |
| 4            | Taťjana Volosožarovová / Stanislav Morozov | Ukrajina       | 173.62      | 8  | 5  |
| 5            | Zhang Dan / Zhang Hao                      | Čína           | 173.39      | 10 | 4  |
| 6            | Valerie Marcoux / Craig Buntin             | Kanada         | 167.25      | 5  | 6  |
| 7            | Jessica Dube / Bryce Davison               | Kanada         | 164.59      | 7  | 7  |
| 8            | Rena Inoue / John Baldwin                  | USA            | 163.97      | 6  | 8  |
| 9            | Juko Kavagutiová / Alexandr Smirnov        | Rusko          | 163.62      | 4  | 10 |
| 10           | Anabelle Langlois / Cody Hay               | Kanada         | 160.01      | 13 | 9  |
| 11           | Maria Mukhortova / Maxim Traňkov           | Rusko          | 150.43      | 12 | 11 |
| 12           | Brooke Castile / Benjamin Okolski          | USA            | 139.00      | 14 | 13 |
| 13           | Dominika Piatkowska / Dmitri Khromin       | Polsko         | 138.98      | 15 | 12 |
| 14           | Marylin Pla / Yannick Bonheur              | Francie        | 131.31      | 16 | 16 |
| 15           | Angelika Pylkina / Niklas Hogner           | Švédsko        | 130.75      | 17 | 15 |
| 16           | Laura Magitteri / Ondřej Hotárek           | Itálie         | 130.18      | 18 | 14 |
| 17           | Stacey Kemp / David King                   | Velká Británie | 126.95      | 19 | 17 |
| 18           | Mari Vartmann / Florian Just               | Německo        | 116.81      | 20 | 18 |
| WD           | Dorota Siudek / Mariusz Siudek             | Polsko         | 57.23       | 9  |    |
| WD           | Maria Petrova / Alexei Tikhonov            | Rusko          | 56.36       | 11 |    |
| Nepostoupili |                                            |                |             |    |    |
| 21           | Marina Aganina / Artem Knyazev             | Uzbekistán     | 40.60       | 21 |    |
| 22           | Diana Rennik / Aleksei Saks                | Estonsko       | 40.04       | 22 |    |

### Taneční páry
| *            | Sportovec                                          | Stát           | Body Celkem | CD | OD | FD |
| ------------ | -------------------------------------------------- | -------------- | ----------- | -- | -- | -- |
| 1            | Albena Denkova / Maxim Staviski                    | Bulharsko      | 201.61      | 2  | 1  | 1  |
| 2            | Marie-France Dubreuil / Patrice Lauzon             | Kanada         | 200.46      | 1  | 3  | 2  |
| 3            | Tanith Belbin / Benjamin Agosto                    | USA            | 195.43      | 5  | 2  | 4  |
| 4            | Isabelle Delobel / Olivier Schoenfelder            | Francie        | 195.19      | 4  | 5  | 3  |
| 5            | Oksana Domnina / Maxim Shabalin                    | Rusko          | 193.44      | 3  | 4  | 5  |
| 6            | Tessa Virtueová / Scott Moir                       | Kanada         | 183.94      | 9  | 6  | 6  |
| 7            | Meryl Davis / Charlie White                        | USA            | 179.14      | 10 | 8  | 7  |
| 8            | Jana Khokhlova / Sergei Novitski                   | Rusko          | 178.29      | 6  | 7  | 8  |
| 9            | Federica Faiella / Massimo Scali                   | Itálie         | 170.75      | 7  | 9  | 11 |
| 10           | Melissa Gregory / Denis Petukhov                   | USA            | 170.08      | 11 | 10 | 9  |
| 11           | Sinead Kerr / John Kerr                            | Velká Británie | 167.14      | 8  | 11 | 12 |
| 12           | Nathalie Pechalat / Fabian Bourzat                 | Francie        | 162.05      | 14 | 13 | 10 |
| 13           | Anna Cappellini / Luca Lanotte                     | Itálie         | 158.83      | 12 | 16 | 13 |
| 14           | Alexandra Zaretski / Roman Zaretski                | Izrael         | 156.52      | 13 | 12 | 14 |
| 15           | Nozomi Watanabe / Akiyuki Kido                     | Japonsko       | 152.21      | 15 | 17 | 15 |
| 16           | Kristin Fraser / Igor Lukanin                      | Ázerbájdžán    | 152.10      | 16 | 14 | 16 |
| 17           | Anna Zadorozhniuk / Sergei Verbillo                | Ukrajina       | 148.13      | 17 | 15 | 17 |
| 18           | Nelli Zhiganshina / Alexander Gazsi                | Německo        | 142.87      | 20 | 18 | 19 |
| 19           | Grethe Gruenberg / Kristian Rand                   | Estonsko       | 141.55      | 23 | 19 | 18 |
| 20           | Kaitlyn Weaver / Andrew Poje                       | Kanada         | 140.14      | 18 | 23 | 20 |
| 21           | Huang Xintong / Zheng Xun                          | Čína           | 138.44      | 19 | 22 | 21 |
| 22           | Anastasia Grebenkina / Vazgen Azrojan              | Arménie        | 137.07      | 21 | 21 | 23 |
| 23           | Katherine Copely / Deividas Stagniunas             | Litva          | 136.63      | 24 | 20 | 22 |
| 24           | Olga Akimova / Alexander Shakalov                  | Uzbekistán     | 130.58      | 22 | 24 | 24 |
| Nepostoupili |                                                    |                |             |    |    |    |
| 25           | Barbora Silna / Dmitri Matsjuk                     | Rakousko       | 64.35       | 25 | 25 |    |
| 26           | Zsuzsa Nagyová / György Elek                       | Maďarsko       | 55.38       | 26 | 28 |    |
| 27           | Nicolette Amie House / Aidas Reklys                | Litva          | 53.26       | 28 | 26 |    |
| 28           | Christa-Elizabeth Goulakos / Eric Neumann-Aubichon | Německo        | 53.13       | 29 | 27 |    |
| 29           | Laura Munana / Luke Munana                         | Mexiko         | 52.35       | 27 | 29 |    |

### Ženy
| *            | Sportovec                | Stát        | Body Celkem | SP | FS |
| ------------ | ------------------------ | ----------- | ----------- | -- | -- |
| 1            | Miki Andová              | Japonsko    | 195.09      | 2  | 2  |
| 2            | Mao Asadaová             | Japonsko    | 194.45      | 5  | 1  |
| 3            | Kim Ju-na                | Jižní Korea | 186.14      | 1  | 4  |
| 4            | Kimmie Meissnerová       | USA         | 180.23      | 4  | 3  |
| 5            | Yukari Nakano            | Japonsko    | 168.92      | 7  | 6  |
| 6            | Carolina Kostnerová      | Itálie      | 168.92      | 3  | 9  |
| 7            | Sarah Meierová           | Švýcarsko   | 160.80      | 9  | 8  |
| 8            | Susanna Pöykiö           | Finsko      | 160.12      | 10 | 7  |
| 9            | Emily Hughes             | USA         | 159.06      | 6  | 13 |
| 10           | Joannie Rochetteová      | Kanada      | 158.98      | 16 | 5  |
| 11           | Valentina Marchei        | Itálie      | 153.60      | 14 | 10 |
| 12           | Júlia Sebestyén          | Maďarsko    | 153.50      | 8  | 15 |
| 13           | Elena Sokolova           | Rusko       | 149.77      | 11 | 14 |
| 14           | Kiira Korpiová           | Finsko      | 149.47      | 17 | 11 |
| 15           | Alissa Czisny            | USA         | 147.74      | 18 | 12 |
| 16           | Arina Martinova          | Rusko       | 145.28      | 12 | 16 |
| 17           | Elene Gedevanishvili     | Gruzie      | 144.40      | 13 | 17 |
| 18           | Elena Glebova            | Estonsko    | 131.18      | 22 | 18 |
| 19           | Anastasia Gimazetdinova  | Uzbekistán  | 130.44      | 15 | 20 |
| 20           | Joanne Carter            | Austrálie   | 127.17      | 19 | 21 |
| 21           | Idora Hegel              | Chorvatsko  | 125.66      | 24 | 19 |
| 22           | Yan Liu                  | Čína        | 123.22      | 21 | 23 |
| 23           | Tamar Katz               | Izrael      | 122.51      | 23 | 22 |
| 24           | Mira Leung               | Kanada      | 120.74      | 20 | 24 |
| Nepostoupili |                          |             |             |    |    |
| 25           | Kathrin Freudelsperger   | Rakousko    | 42.24       | 25 |    |
| 26           | Lina Johansson           | Švédsko     | 41.87       | 26 |    |
| 27           | Tugba Karademir          | Turecko     | 41.79       | 27 |    |
| 28           | Irina Movchan            | Ukrajina    | 40.76       | 28 |    |
| 29           | Kristin Wieczorek        | Německo     | 40.35       | 29 |    |
| 30           | Roxana Luca              | Rumunsko    | 39.65       | 30 |    |
| 31           | Anna Jurkiewicz          | Polsko      | 36.39       | 31 |    |
| 32           | Hristina Vassileva       | Bulharsko   | 36.22       | 32 |    |
| 33           | Radka Bartová            | Slovensko}  | 36.17       | 33 |    |
| 34           | Isabelle Pieman          | Belgie      | 35.12       | 34 |    |
| 35           | Ivana Hudziecova         | Česko       | 33.86       | 35 |    |
| 36           | Teodora Postic           | Slovinsko   | 33.77       | 36 |    |
| 37           | Merovee Ephrem           | Monako      | 33.01       | 37 |    |
| 38           | Maria-Elena Papasotiriou | Německo     | 32.90       | 38 |    |
| 39           | Julia Teplih             | Lotyšsko    | 31.19       | 39 |    |
| 40           | Charissa Tansomboon      | Thajsko     | 30.46       | 40 |    |
| 41           | Jocelyn Ho               | Tchaj-wan   | 30.41       | 41 |    |
| 42           | Ana Cecilia Cantu        | Mexiko      | 30.28       | 42 |    |
| 43           | Ksenia Jastsenjski       | Srbsko      | 27.56       | 43 |    |
| 44           | Ami Parekh               | Indie       | 26.82       | 44 |    |
| 45           | Kristine Y. Lee          | Hongkong    | 23.57       | 45 |    |